# Killeberg
Killeberg è un'area urbana della Svezia situata nel comune di Osby, contea di Scania.
La popolazione rilevata nel censimento 2010 era di 585 abitanti .